# Rosacearum monographia
Rosacearum monographia (abreviado Rosac. Monogr.) es un libro con ilustraciones y descripciones botánicas que fue escrito por el botánico y micólogo austríaco Leopold Trattinnick y publicado en Viena en 4 volúmenes en los años 1823-1824.

## Publicación
Publicado también con el nombre de Synodus Botanica omnes Familias, géneros et illustrans plantarum especies.
- Volumen n.º 1 1: xxii, 86, ff. 136. 1823;
- Volumen n.º 2: xxvi, ff. 234. 1823;
- Volumen n.º 3: xvi, ff. 171+. 1823;
- Volumen n.º 4: xxiii, ff. 163+. Febrero 1824 Impreso en sólo un lado de la hoja. Trattinnick (4: xix prefacio) mencionó subespecies como el rango infraespecífico.